# Apologize (canción de Glay)
Apologize es el 3.er sencillo digital de la banda GLAY, lanzado el 1 de abril de 2010. Este tema que fue presentado por primera vez en el concierto GLAY ARENA TOUR 2009 THE GREAT VACATION Countdown 2009/2010. Este concierto empezó el 31 de diciembre de 2009 y terminó el 1 de enero de 2010.

## Canciones
01. «Apologize»